# Literatura medieval búlgara

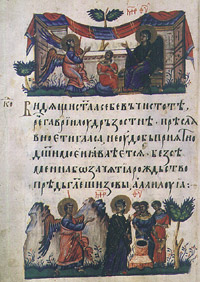
Una página de un manuscrito búlgaro del siglo, el Salterio de Tomić.

La literatura medieval búlgara es la literatura de Bulgaria de la Edad Media.
Con el Imperio búlgaro dando la bienvenida a los discípulos de Cirilo y Metodio después de que fueron expulsados de la Gran Moravia, el país se convirtió en un centro de rica actividad literaria durante lo que se conoce como la Edad de oro de la cultura medieval búlgara. A finales del siglo ix, la literatura del siglo x y principios del xi prosperó en Bulgaria, y muchos libros se tradujeron del griego bizantino, pero también se crearon nuevas obras. Muchos académicos trabajaron en las escuelas literarias de Preslav y Ohrid, creando la escritura cirílica para sus necesidades. Los estudiosos y las obras búlgaras influyeron en la mayor parte del mundo eslavo, difundiendo el antiguo eslavo eclesiástico, el cirílico y el alfabeto glagolítico hasta la Rus de Kiev, la Serbia medieval y la Croacia medieval.
Cuando el Imperio búlgaro fue subyugado por los bizantinos en 1018, la actividad literaria declinó. Sin embargo, después del establecimiento del Segundo Imperio búlgaro siguió otro período de auge durante la época del patriarca Eutimio de Tarnovo en el siglo xiv. Eutimio fundó la escuela literaria de Tarnovo que tuvo un impacto significativo en la literatura de Serbia y la Rusia moscovita, ya que algunos escritores huyeron de las guerras búlgaro-otomanas. La literatura búlgara continuó en el Imperio otomano.
La literatura medieval búlgara estuvo dominada por temas religiosos, la mayoría de las obras son himnos, tratados, misceláneas religiosas, apócrifos y hagiografías, la mayoría de las veces heroicas e instructivas.